# Остров (Выборгский район)
Остров (до 1948 года Савиниеми, фин. Saviniemi) — посёлок в Каменногорском городском поселении Выборгского района Ленинградской области.

## Название
Топоним Савиниеми в переводе означает «Глиняный мыс».
Зимой 1948 года деревне Савиниеми было присвоено новое наименование — Остров, оно было обосновано «географическими условиями». Переименование было закреплено указом Президиума ВС РСФСР от 13 января 1949 года.

## История

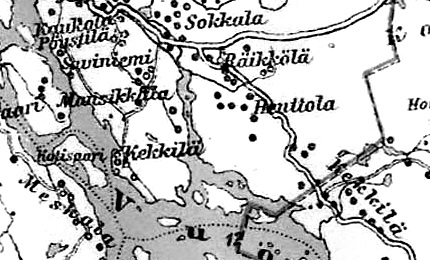
Деревня Савиниеми на финской карте 1923 года

До 1939 года деревня Савиниеми входила в состав волости Вуоксенранта Выборгской губернии Финляндской республики.
С 1 января 1940 года — в составе Карело-Финской ССР.
С 1 июля 1941 года по 31 мая 1944 года финская оккупация.
С 1 декабря 1944 года — в составе Антреанского сельсовета Яскинского района.
С 1 октября 1948 года — в составе Красносокольского сельсовета Лесогорского района.
С 1 января 1949 года учитывается административными данными, как деревня Остров. В ходе укрупнения хозяйства к деревне были присоединены соседние селения: Куккола, мыза Савиниеми, Каукола, Хяклиля и Илматойвола. 
С 1 декабря 1960 года — в составе Красносокольского сельсовета Выборгского района.
В 1961 году население деревни составляло 114 человек. 
По данным 1966, 1973 и 1990 годов посёлок Остров входил в состав Красносокольского сельсовета.
В 1997 году в посёлке Остров Красносокольской волости проживали 85 человек, в 2002 году — 76 человек (русские — 96 %).
В 2007 году в посёлке Остров Каменногорского ГП проживали 80 человек, в 2010 году — 78 человек.

## География
Посёлок расположен в северной части района на автодороге 41К-185 (Комсомольское — Приозерск) в месте примыкания к ней автодороги 41К-414 (Остров — Лазурное).
Расстояние до административного центра поселения — 1,5 км. 
Расстояние до ближайшей железнодорожной станции Каменногорск I  — 5 км. 
Посёлок находится на южном берегу озера Петушиное. К востоку от посёлка находится озеро Луговое, к югу — залив Тихий на реке Вуокса.

## Демография
| 2007 | 2010 | 2017 | 2021 |
| ---- | ---- | ---- | ---- |
| 80   | ↘78  | ↘68  | ↗92  |

## Улицы
1-й Луговой проезд, 1-й Славянский проезд, 2-й Луговой проезд, 2-й Славянский проезд, 3-й Луговой проезд, Берёзовый проезд, Островной проезд, Славянская, Тенистый проезд, Фермерский проезд.